# 圣欧班堡城堡
圣欧班堡城堡（法語：Château de La Ferté-Saint-Aubin）是一座法国城堡，位于中央-盧瓦爾河谷大区卢瓦雷省奥尔良区市镇圣欧班堡，科松河畔，被护城河环绕。1944年2月28日列为法国历史遗迹。

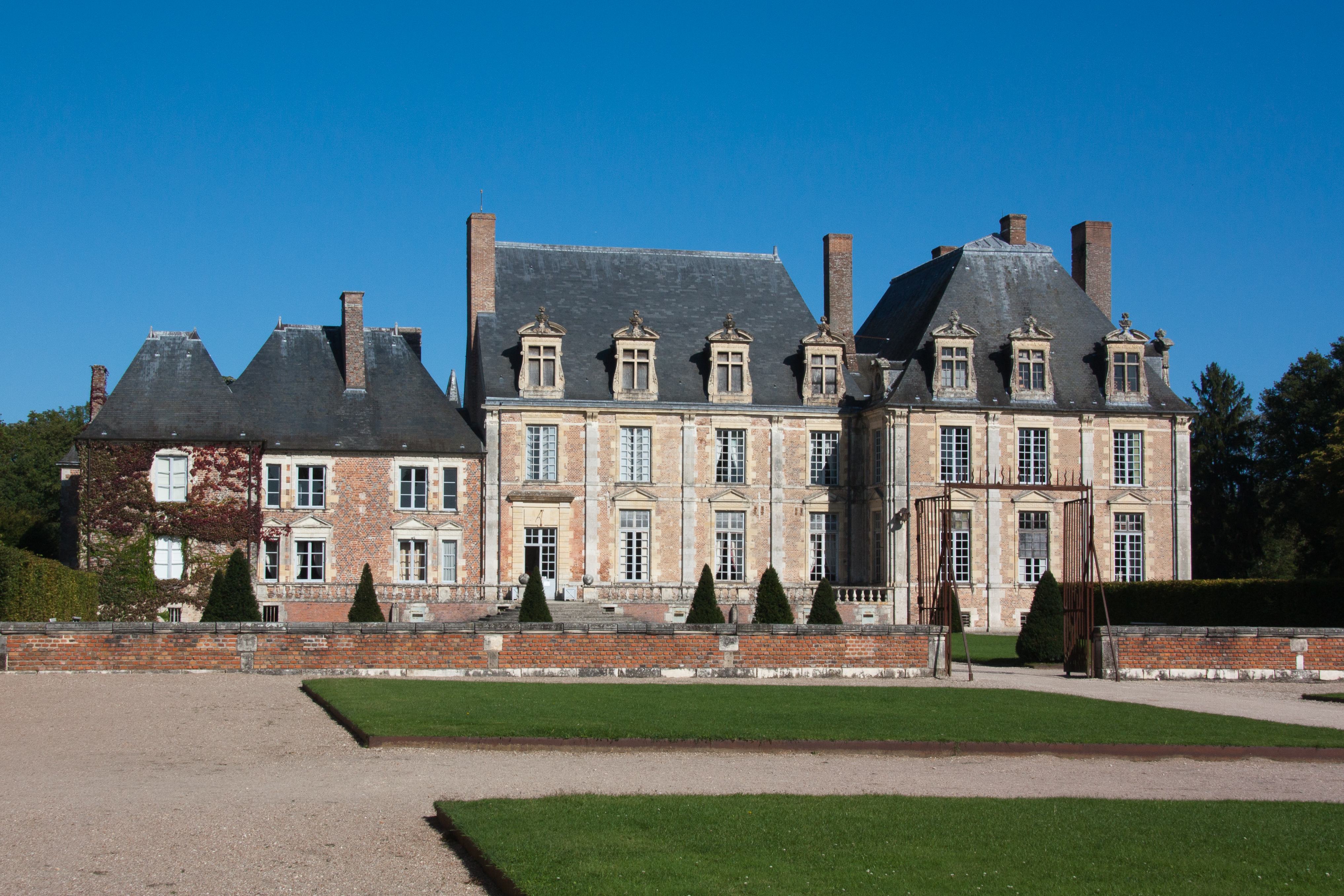
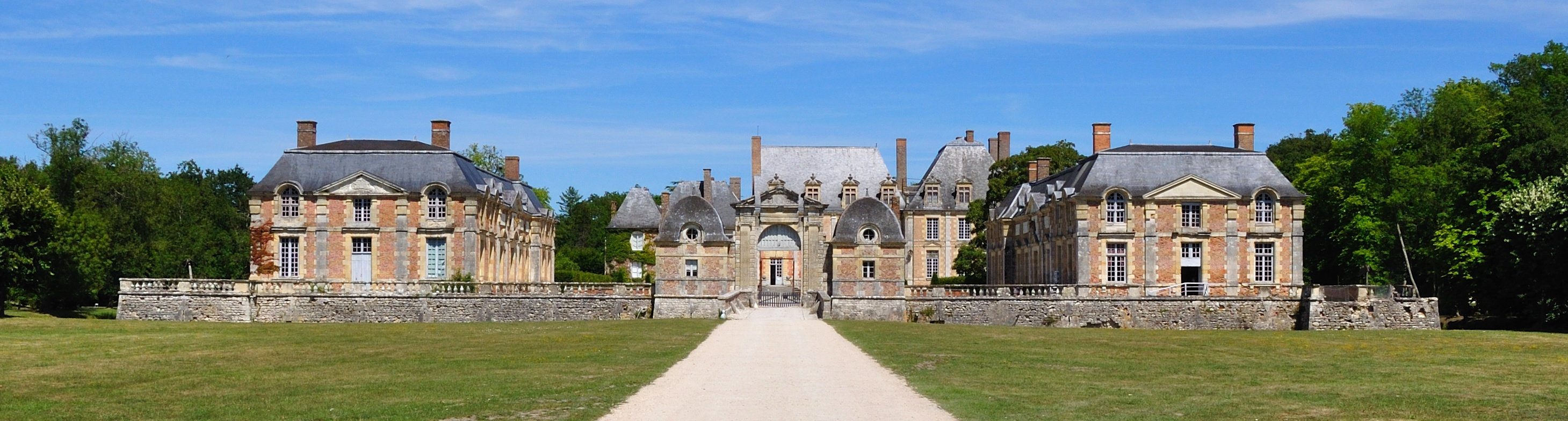
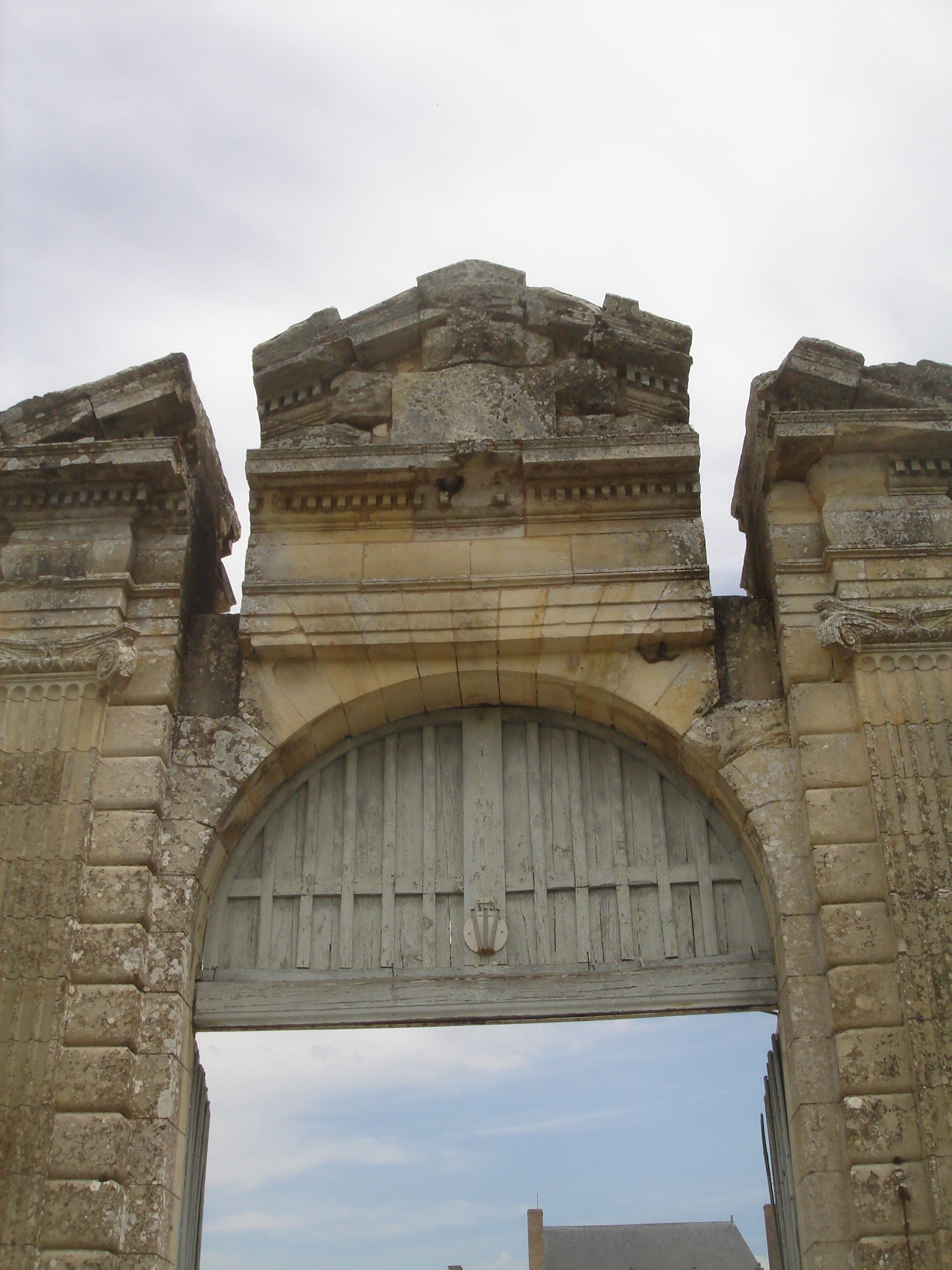
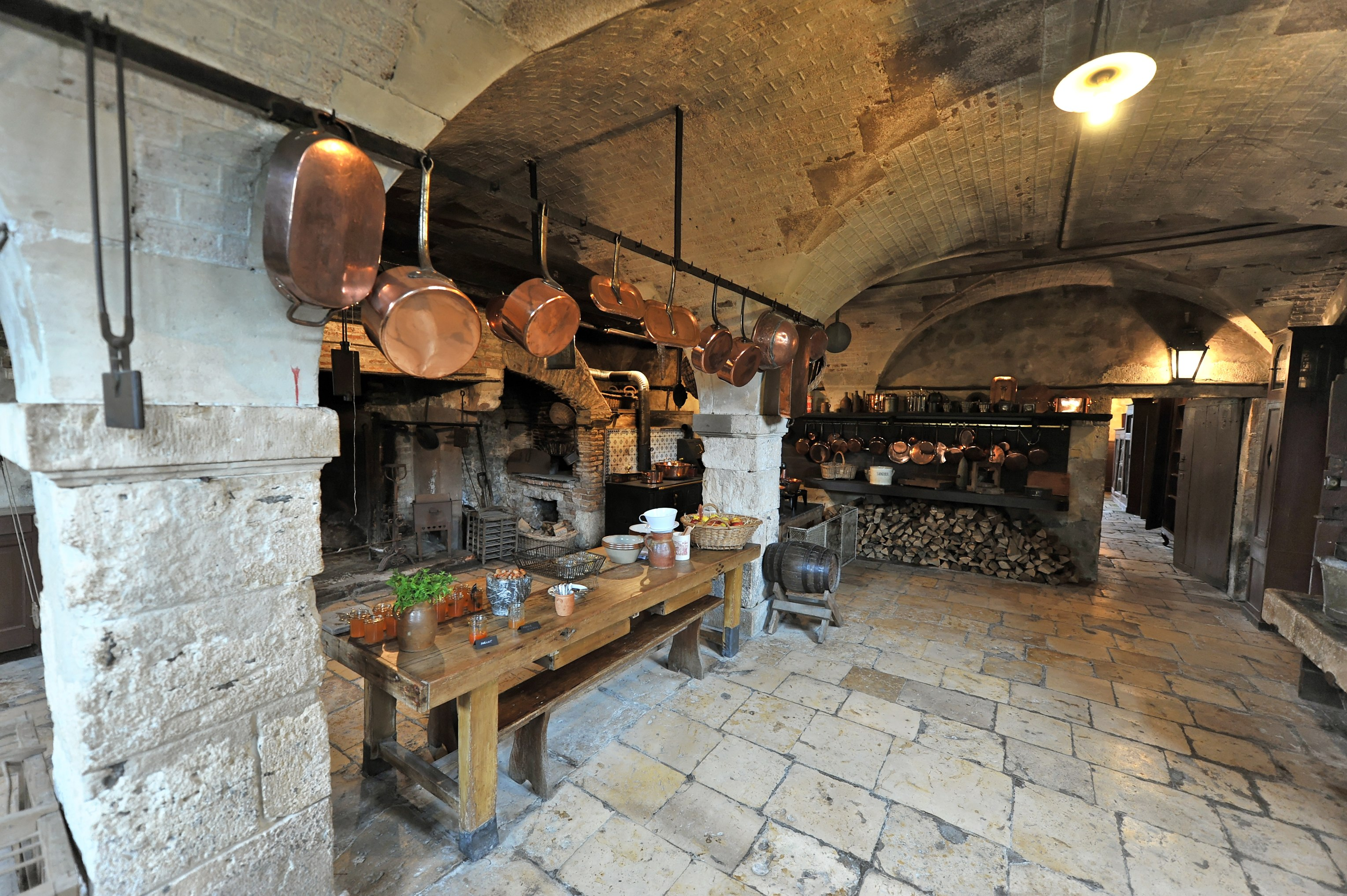